# Король Стейтен-Айленда
«Король Стейтен-Айленда» (англ. The King of Staten Island) — американский художественный фильм в жанре комедийной драмы режиссёра Джадда Апатоу, вышедший на экраны в 2020 году. Сюжет частично основан на биографии Пита Дэвидсона.

## Сюжет
Скотт Карлин — 24-летний неудачник, живущий с матерью Марджи, не имеющий работы и проводящий время за курением травы с друзьями. Единственное, чем он увлекается, — набивание татуировок, однако его единственные клиенты — те же приятели. Все свои беды Скотт связывает с тем, что он рос без отца — пожарного, погибшего много лет назад во время террористической атаки 11 сентября. Неуверенность в себе породила в парне занудство, отсутствие каких-либо стремлений и желание «замедлить время» наркотиками. Всё меняется, когда в его жизни появляется Рэй, который начинает ухаживать за Марджи. Скотт не испытывает восторга по этому поводу, ведь помимо всего прочего Рэй — тоже пожарный. Между ними начинается отчаянная конкуренция за внимание Марджи, что вынудит Скотта сделать первые шаги за пределы своего мирка.

## В ролях
- Пит Дэвидсон — Скотт Карлин
- Мариса Томей — Марджи Карлин, мать Скотта
- Билл Бёрр — Рэй Бишоп, ухажёр Марджи
- Бел Паули — Келси, девушка Скотта
- Мод Апатоу — Клэр Карлин, сестра Скотта
- Стив Бушеми — Дедуля, пожарный
- Памела Эдлон — Джина, бывшая жена Рэя
- Кевин Корриган — Джо
- Доменик Ломбардоцци — Локвуд, пожарный
- Мойзес Ариас — Игорь, друг Скотта
- Machine Gun Kelly — владелец тату-салона
- Action Bronson — подстреленный мужик

## Награды и номинации
- 2020 — две номинации на премию People’s Choice Awards за лучшую комедию и лучшему комедийному актёру (Пит Дэвидсон).
- 2021 — номинация на премию «Выбор критиков» за лучшую комедию.
- 2021 — номинация на премию Американского общества специалистов по кастингу за лучший кастинг для высокобюджетной комедии.